# Monika Kaden
Monika Kaden (* 16. Juli 1949 in Ribnitz) ist eine in den Vereinigten Staaten lebende deutsche Keramikerin, Bildhauerin und Zeichnerin.

## Leben
Monika Kaden absolvierte eine Lehre als Handelskauffrau und zudem eine Töpferlehre in Bürgel. 1968–1974 folgte ein Studium an der Hochschule für industrielle Formgestaltung Halle, Burg Giebichenstein (HiF) in der Fachrichtung Baukeramik bei Gertraud Möhwald, das sie mit dem Titel Diplom-Künstler abschloss, verbunden mit einem Fördervertrag für 1974–1976. Nach dem Studium waren sie und ihr Mann, der Bildhauer Günter Kaden, freiberuflich in Halle tätig. 1979 erfolgte der Umzug nach Wendischhagen, heute Ortsteil von Malchin. 1984 war sie Teilnehmerin des Internationalen Keramiksymposiums in Römhild, Thüringen. Sie war Mitglied im Verband Bildender Künstler der DDR.
1988 flüchtete sie aus der DDR, „um ihre künstlerische Freiheit zu suchen.“ Sie ging zunächst in die Niederlande, wo sie 1989–1990 an der Gerrit Rietveld Academie für bildende Kunst und Design in Amsterdam studierte mit dem Abschluss als Master Graduate. Anfang der 1990er Jahre verließ sie Europa und ging in die USA, zunächst zu weiteren Studien am New York State College of Ceramics (NYSCC) an der Alfred University in Alfred im US-Bundesstaat New York. Ihren Master of Fine Arts erhielt sie dort 1993. Sie kam Mitte der 1990er Jahre zurück nach Berlin und Neustrelitz, fand später in Santa Fe, New Mexico ihr neues Wirkungsfeld.

## Werk
Während sie sich in der DDR überwiegend der Keramik und dem Kunsthandwerk zugewandt hatte, kamen in der „Neuen Welt“ weitere Tätigkeitsfelder hinzu. Sie fertigte bereits an der Alfred University und später für die Oper Santa Fe Bühnenbilder, zeichnete und beschäftigte sich mit Installationen und Mixed-Media Arbeiten sowie Keramik- und Bronzeskulpturen. Zu Letzteren gehört etwa der Brunnen mit einer sich drehenden Bronzestatue des Tanzenden Heiligen Franziskus auf dem Wasser. (St. Francis Dancing on Water) vor der Kathedrale St. Franziskus in Santa Fe.
Eine weitere Arbeit, der besondere Aufmerksamkeit zukam, war eine lebensgroße Bronzestatue von Papst Johannes XXIII., eine Auftragsarbeit für die „Saint John XXIII Catholic Community“, Albuquerque, New Mexico. Für diese Arbeit hielt sie sich 2005 längere Zeit in der Vatikanstadt auf und traf Joseph Ratzinger, damals noch Kardinal, sowie Monsignore Capovilla, den ehemaligen Sekretär Papst Johannes XXIII. Der Film All Days Are Good for Being Born der Regisseurin Mary Townsend widmet sich dem Schaffensprozess dieser Statue. Der Film fand auf mehreren internationalen Filmfestivals großen Anklang und wurde 2007 beim ReelHeART International Film Festival in Toronto ausgezeichnet. Die kanadische Fernsehproduktion A Man Brought to Life zeigt ebenfalls die Künstlerin bei der Arbeit an dieser Statue und geht auf ihren Hintergrund und ihre Leidenschaft für ihre Kunst ein.

## Werke (Auswahl)
- Tanzender Heiliger Franziskus auf dem Wasser. (St. Francis Dancing on Water) Bronzestatue, Höhe 10 ft (ca. 300 cm) vor der Kathedrale St. Franziskus, Santa Fe[8]
- Saint Francis Dancing. Bronzestatue, Höhe 6.3 ft (ca. 190 cm), Christus Saint Vincent Hospital in Santa Fe, NM
- Papst Johannes XXIII. (Pope John XXIII). Bronzestatue, Höhe 7 ft (ca. 210 cm), Saint John XXIII Catholic Community, Albuquerque, NM[10]

## Ausstellungen (Auswahl)
Einzelausstellungen
- vor 1988: in Gera, Greifswald, Halle (Saale), Neubrandenburg und Bautzen[11]
- 1980: Greifswald, Greifengalerie (mit Günter Kaden)
- 1989: European Ceramic Work Center, Heusden/S’Hertogenbosch, Niederlande
- 1990: Galerie De Mijt, Heusden, Niederlande
- 1991: NYSCC, Alfred University, Alfred, NY, USA
- 1998: Galerie Schiele & Prieser, Bremen
- 1999: Galerie Passage und Galerie Am Kupfergraben, Berlin
- 2000: Galerie Weigang, Berlin
- 2000: Santa Fe Art Institute, Santa Fe, NM, USA
- 2001: Santa Fe Art Institute, „I Traded Cups for Food“
- 2010: Galerie Rudloff, Berlin
- 2011: Galerie Kunstgießerei München „Monika Kaden – Wege und Stationen interpretiert in Bronze“[12]
- 2020: Galerie Rudloff, Berlin

Beteiligungen
- 1979: Bezirkskunstausstellung Neubrandenburg[11]
- 1978: II. Quadriennale des Kunsthandwerks sozialistischer Länder, Erfurt
- 1981: Keramik in der DDR, Magdeburg
- 1981: Junge Künstler der DDR, Karl-Marx-Stadt
- 1984: Junge Künstler der DDR, Berlin
- 1984: Bezirkskunstausstellung Neubrandenburg
- 1986: DDR-Miniaturen, Fürstenwalde/Spree
- 1989: Gerrit Rietveld Academy, Amsterdam, Niederlande
- 1995: „Marzahner Kulturtage“, Berlin
- 1997: International Art Center, Hong Kong
- 2000: El Museo Cultural, Santa Fe, NM, USA
- 2001: „American Women in the Arts“ Competition, USA (Nomination)

Zahlreiche Einladungen zu Gemeinschaftsausstellungen in verschiedenen Bundesstaaten der USA.